# Vladimir Žitko
Vladimir Žitko, slovenski gimnazijski profesor, * 15. junij 1903, Gorica, † 13. oktober 1954, Ljubljana.

## Življenje in delo
Po končani gimnaziji v Ljubljani (1921) je tu v letih 1921–1926 študiral kemijo, matematiko in fiziko, po diplomi pa je bil 1926–1927 univerzitetni asistent, nato je učil na II. državni realni gimnaziji v Ljubljani (1926-1927) in gimnazijah v Šabcu (1932-1933), Zaječarju (1934-1935), Sisku in Osijeku (od konca 1935 do maja 1945), ko je zapustil domovino. V Trstu je bil v času angloameriške uprave Svobodnega tržaškega ozemlja prvi okrožni inšpektor za slovenske srednje šole (1945-1946), nato od 1946 do 1949 ravnatelj slovenske Nižje gimnazije pri Sv. Jakobu (danes gimnazija I. Cankarja), od 1949 profesor za prirodopis in matemematiko na učiteljišču Antona Martina Slomška v Trstu.
Sam ali v soavtorstvu je napisal več učbenikov in predaval na Radiu Trst A (o kemiji, fiziki, astronomiji). Objavil je tudi nekaj člankov v listu Literarne vaje, kjer je 1953/1954 uvedel rubriko Znanstveni kotiček. Bil je razgledan in temeljit v stroki, predaval nazorno in praktično, dijake navajal k raziskovanju, a tudi k lepemu vedenju. Napisal je in anonimno izdal brošuro o lepem vedenju Stori to! (1929).